# Allyson (Vorname)
Allyson ist ein weiblicher Vorname.

## Herkunft und Bedeutung
Der Name ist eine englische Variante von Alison. Weitere Varianten sind Allison, Alyson, Ali, Allie und Ally.

## Bekannte Namensträgerinnen
- Allyson Felix (* 1985), US-amerikanische Sprinterin
- Allyson Flynn (* 1982), australische Fußballschiedsrichterassistentin
- Allyson Schwartz (* 1948), US-amerikanische Politikerin
- Allyson Swaby (* 1996), jamaikanische Fußballspielerin